# La Sarga
La Sarga es una pedanía perteneciente al municipio de Jijona en la provincia de Alicante, Comunidad Valenciana, España.

## Geografía
Situada entre esta localidad y Alcoy, a los pies de la Carrasqueta, en el valle de La Canal. Con no más de 20 casas, en la actualidad todas las casas están habitadas durante todo el año. En el siglo XVIII, La Sarga llegó a constituirse en municipio independiente. Sin embargo, debido al descenso de su población, volvió a ser reabsorbido en el siglo XIX por Jijona.
En La Sarga se encuentra el actual sistema acuífero Barrancones-Carrasqueta, que integra El Molinar de Alcoy.

## Historia
El 16 de mayo de 1772 por Real provisión se reinstauró en Valencia un antiguo precepto foral con la intención explícita de favorecer la recolonización interior, recompensado a todo aquel que fundase un lugar con al menos 15 casas en tierras de su propiedad con la concesión de la jurisdicción alfonsina. Esta Real provisión fue publicada en Valencia el 3 de junio y en Alcoy el 5 de julio Rafael Descals de la Scala (1721-1787), como respuesta a esto, y siendo miembro cualificado de la oligarquía tradicional de la villa de Alcoy, fue el primero en fundar un lugar utilizando sus tierras para dos nuevos lugares. El primero San Rafael (1773) en el término municipal de Cocentaina y el segundo La Sarga (1774) en el término municipal de Jijona. En ambos casos, estos nuevos lugares tomaban tierras de la villa real de Alcoy. En estas dos fundaciones siguen el ejemplo de los señoríos valencianos, establecer casa y tierras a los nuevos pobladores, igual que se hizo tras la expulsión de los moriscos. 
La carta puebla de La Sarga es idéntica a la de San Rafael y contienen unas disposiciones exigentes en el terreno de las rentas agrarias y llamativas para la época. Los terrenos son unas tierras de secano abancaladas que se adaptan al relieve irregular y se establecen lotes de tierras de 5,8 hectáreas para La Sarga, dos hectáreas menos aproximadamente que las de San Rafael, con pequeñas parcelas de huerta. El dueño del terreno percibiría la tercera parte de la producción de las vides, los olivos y resto de árboles frutales, otra parte por la leña producida en la poda de los árboles, la mitad de las cañas y las dos séptimas partes de los granos, además de luismo, adehalas y el provecho de los monopolios señoriales. También se regula el nombramiento de los cargos del futuro municipio, la reserva del patronato de la iglesia que se construyese y otras cuestiones. 
Hacia 1836 la población disminuyó y acabó anexionándose a Jijona, ya que anteriormente las tierras pertenecían a dicha población. 
Actualmente cuenta con una veintena de casas en una única calle con acceso por carretera CV-786.

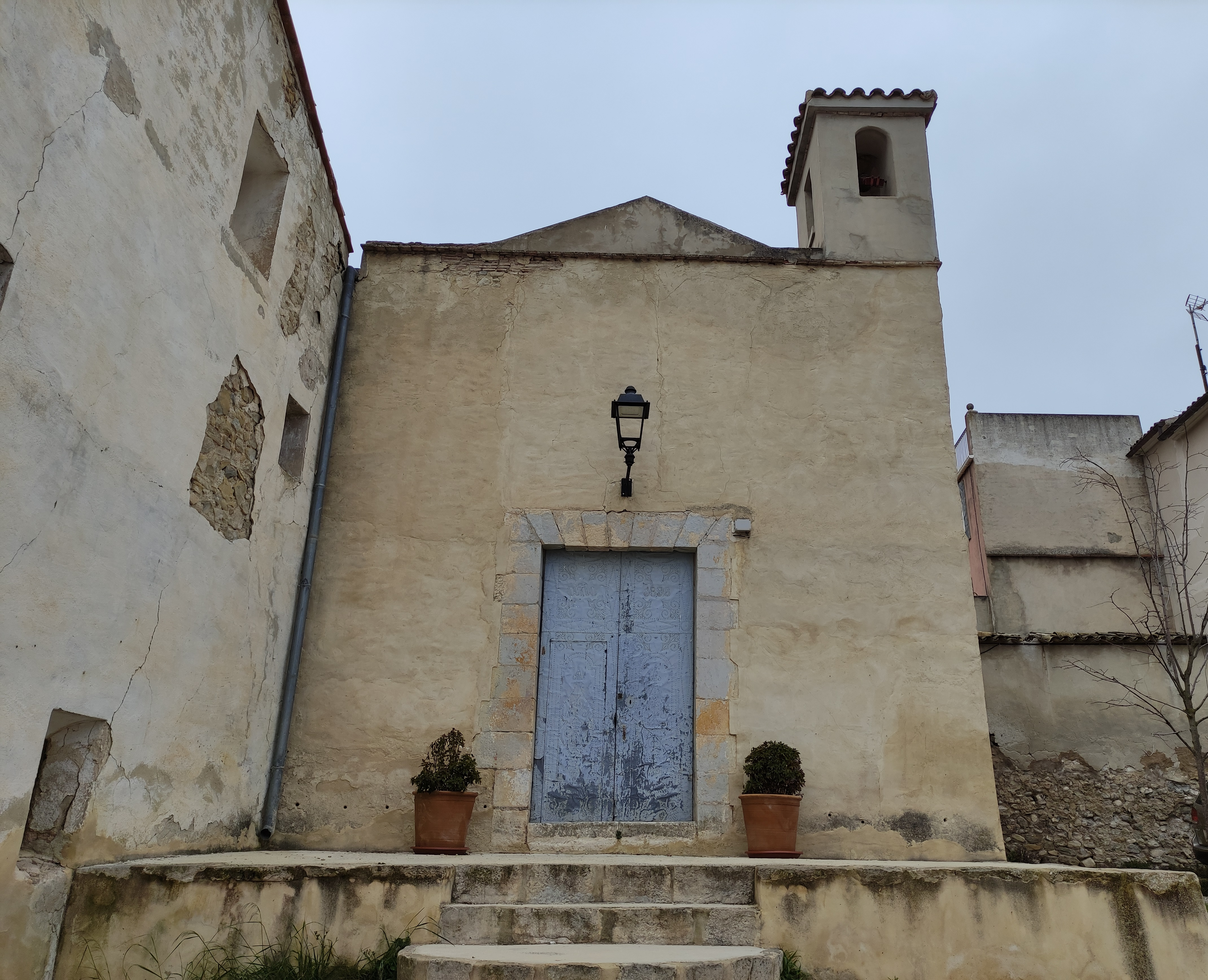
Ermita de Santa Ana y de la Virgen del Rosario

## Monumentos
- Ermita de Santa Ana y de la Virgen del Rosario.

Templo religioso del Siglo XVIII construido anterior al 1742 de planta rectangular, mide 22,38 por 15,31 metros, tiene finas columnas y arcos de medio punto. Su última reforma fue en 1896.

## Pinturas rupestres
En el verano de 1951, un grupo de excursionistas alcoyanos descubrieron un conjunto de arte rupestre prehistórico en unos abrigos rocosos del barranco de la Cova Foradada (término municipal de Alcoy). El yacimiento se encuentra en los alrededores de la población de la Sarga (Jijona), cerca del Mas de la Cova o Masía de la Cueva, un entorno natural privilegiado de la sierra dels Plans, en el límite oriental del Parque natural del Carrascal de la Fuente Roja. 
El conjunto está integrado por tres abrigos, donde los investigadores han encontrado un total de 146 motivos pertenecientes a los tres estilos de arte rupestre post-paleolítico. La Sarga es el único conjunto descubierto hasta la actualidad donde se encuentran tres horizontes artísticos prehistóricos, claramente diferenciados por su color, tipo de ejecución, temática y cronología. Los tres utilizaron tierra de tonalidades rojizas, distintas para cada uno de estos, convertidos en polvo y mezcladas con algún producto orgánico desconocido para fijarlas en las paredes, sin preparación previa, mediante pinceles hechos con plumas de aves, pelo, fibras vegetales picadas o incluso con los dedos. Fueron inscritas en 1997 en el catálogo de Bienes de Interés Cultural. El 19 de diciembre de 1998, el arte rupestre del arco mediterráneo de la península Ibérica (donde las pinturas de la Sarga son un punto de referencia) fueron declaradas Patrimonio de la Humanidad por la UNESCO. Regularmente, el Museo Arqueológico de Alcoy hace jornadas de puertas abiertas para conocerlas.

## Importancia de la Sarga

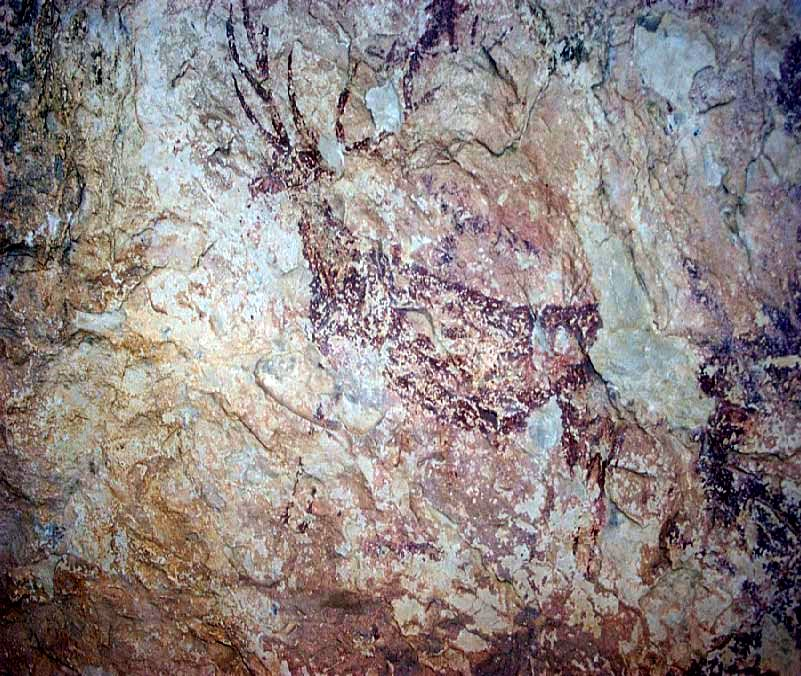
Ciervo

En general, podemos decir que la Sarga era un santuario prehistórico. Nunca se utilizó como vivienda y en sus paredes diversas generaciones de agricultores, ganadores y cazadores dejaron testimonio de sus creencias. Se acercaban a estos abrigos desde lugares distantes, ya que en las prospecciones de su entorno más inmediato apenas se han encontrado vestigios de habitabilidad. Iban allí para celebrar ceremonias religiosas, intercambiar conocimientos o productos, establecer alianzas matrimoniales, de grupo o simplemente para hablar y divertirse. No es un lugar de caza como se suponía durante mucho tiempo. Es un recinto sagrado muy complejo, el más completo de la zona oriental de la península Ibérica.

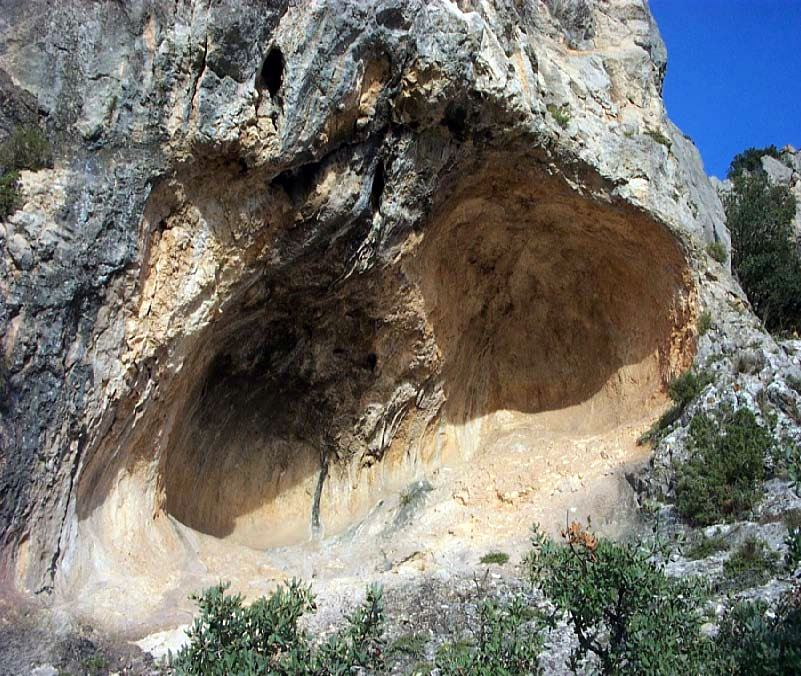
La Sarga

## El arte macroesquemático

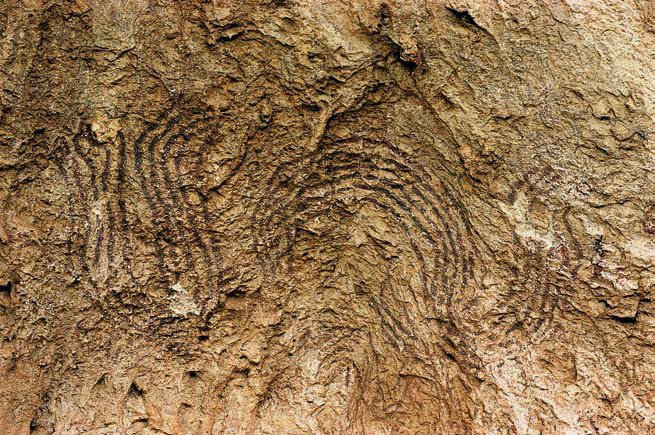
Motivos serpentiformes

Los tres estilos de arte rupestre se diferencian fácilmente por su color, temática y ejecución. El arte macroesquemático es un arte neolítico "cardial", de profundo contenido simbólico. En su vertiente pictórica rupestre, se caracteriza por localizarse en abrigos poco profundos y se usan pigmentos de color rojo oscuro, denso y de aspecto pastoso, que se aplican sobre las paredes sin preparación previa. La temática de este estilo son figuras humanas y motivos serpentiformes o meandros de desarrollo vertical u horizontal, todos en gran medida y de trazado grueso. Sus autores fueron los primeros agricultores y ganadores del neolítico inicial (hace unos 7.000 años). Los motivos pintados se han de relacionar con rituales alrededor de la fertilidad de las tierras y son parecidas a las decoraciones de las cerámicas neolíticas. Su distribución geográfica es exclusiva de las tierras alicantinas limitadas por el mar y las sierras de Aitana, Benicadell y Mariola. 
Los motivos macroesquemáticos de la Sarga se distribuyen en los tres abrigos:
- En el Abrigo I, a consecuencia del mal estado de conservación, solo nos encontramos motivos serpentiformes, algunos de ellos acaban en manos.
- En el Abrigo II se concentran las representaciones macroesquemáticas en la parte central. Aquí podemos distinguir entre dos motivos: los antropomórficos y los geométricos. En los primeros tenemos tres figuras humanas: la más conocida es "el brujo" (denominación que se le da por poseer unos apéndices a la cabeza, como si se tratara de unos cuernos de toro) de cuerpo alargado, aunque bastante mal conservado. Tenemos a la derecha del brujo "el orador", formado por líneas sinuosas y con decoración radial perpendicular en la cabeza. Y a la izquierda, "el arquero", que tiene el cuerpo y la cabeza formado por dos barras paralelas y unidas por extremos. Sus extremidades están bien definidos y sostiene en uno de los brazos un objeto que podríamos considerar un arco. Entre los motivos geométricos, tenemos dos grupos serpentiformes en forma de U, unidos a los extremos superiores en dos casos y el resto acabados en manos. En otros puntos del segundo abrigo se conservan más representaciones geométricas, pero están en peor estado.

Si interpretamos lo que hemos comentado, los motivos tienen todos un carácter espiritual: la figura oradora se ha interpretado como una mujer, a partir de otras manifestaciones artísticas contemporáneas y corresponde a una dea o una sacerdotisa, posiblemente con un largo vestido. El brujo puede tener relación con las tradiciones religiosas mediterráneas agrícolas. Por otro lado, los temas geométricos (acabados en dedos) podrían hacer referencia a una sacralización de la vegetación. 

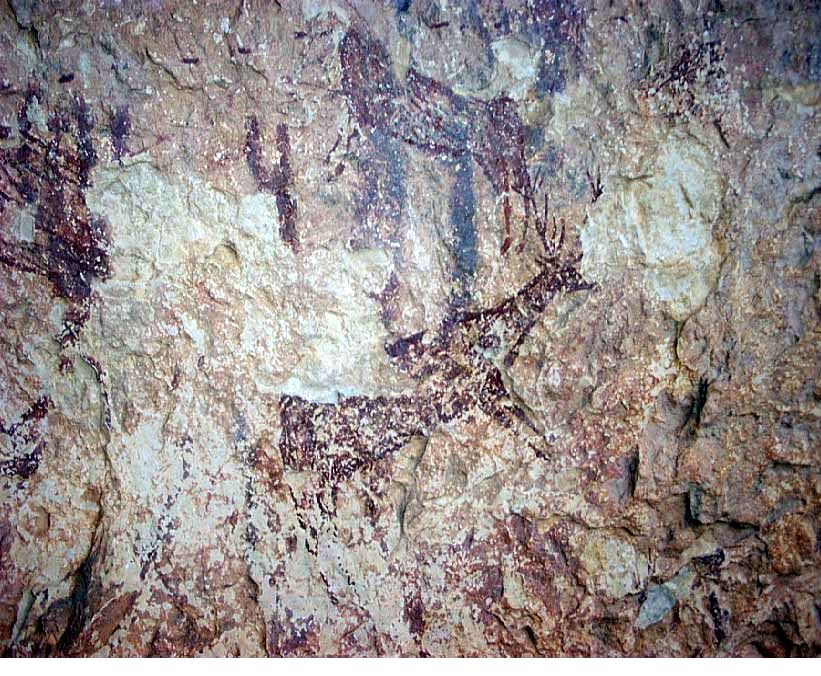
Pinturas de La Sarga

## El arte levantino del estado español
El segundo estilo que se encuentra presente es el arte levantino, manifestación artística ampliamente distribuida por la zona mediterránea oriental de la península Ibérica, desde Huesca y Lérida hasta Almería y Jaén. Se define por su carácter naturalista narrativo, en el cual adquiere protagonismo las figuras humanas y los animales, aisladas o formando escenas. Es un arte de cronología pre-neolítica (del VIII al V milenio a. C.), anterior al arte macroesquemático. El arte levantino se representa en los abrigos I y II del conjunto de la Sarga y muestra unas figuras humanas (todas masculinas) llevando arcos y flechas, con actitud de reposo o de caza. Si hablamos de los animales que se encuentran representados, tenemos cérvidos y caprinos. Así pues, se puede establecer tres tipos diferentes de relación entre las figuras humanas y los animales:
- Los primeros están en posición de caza persiguiendo al grupo de animales, algunos de los cuales tienen flechas clavas al vientre o incluso pierden sangre.
- No solo aparecen escenas de caza sino que algunas de las figuras humanas representadas tienen una actitud de reposo y eso, relacionado como la presencia de grupos de animales (caprinos) en las proximidades, hace pensar en la ganadería.
- En último lugar, hay animales aislados, que no muestran signos de agonía ni muerte y que pueden ser una exaltación de la naturaleza. La técnica utilizada es siempre la pintura de color rojo con un trazo definido para marcar el contorno exterior y el interior a veces macizado y otras veces con trazos listados.

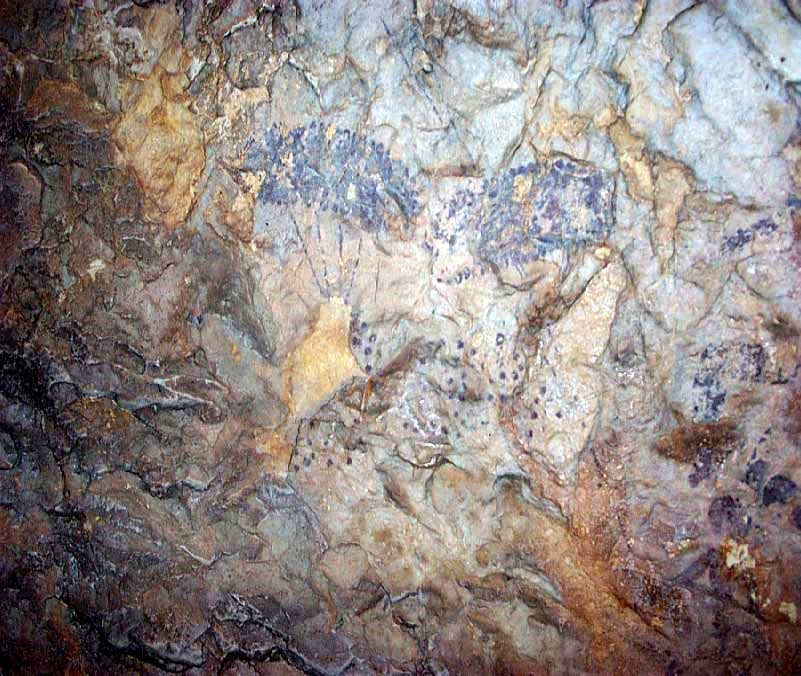
La trilla

Las representaciones nos hablan de dos actividades económicas importantes: la caza y la recolección. Pero aún podemos encontrar más testimonios del contexto económico del pre-neolítico, ya que si observamos el panel 3 del abrigo I descubrimos figuras humanas llevando a cabo trabajos de trilla dos árboles, almendros, según los especialistas, algo que indicaría una escena de recolección. Esta hipótesis es discutida y según otros, lo que se consideran varas no conectan con la mano de las figuras puede considerarse que en lugar de varas se trate de rayos y que los almendros que caen no son almendros, si no una granizada que obliga a los cazadores a rezar a los dioses para que paren.
Sea como sea, lo que es realmente importante es la información que aportan los detalles de las figuras: nos hablan de las características de las armas, de las plumas como ornamento personal y de las flechas, también del uso de las pulseras y la presencia de pantalones del arquero 2.5 del abrigo II.

## El arte esquemático

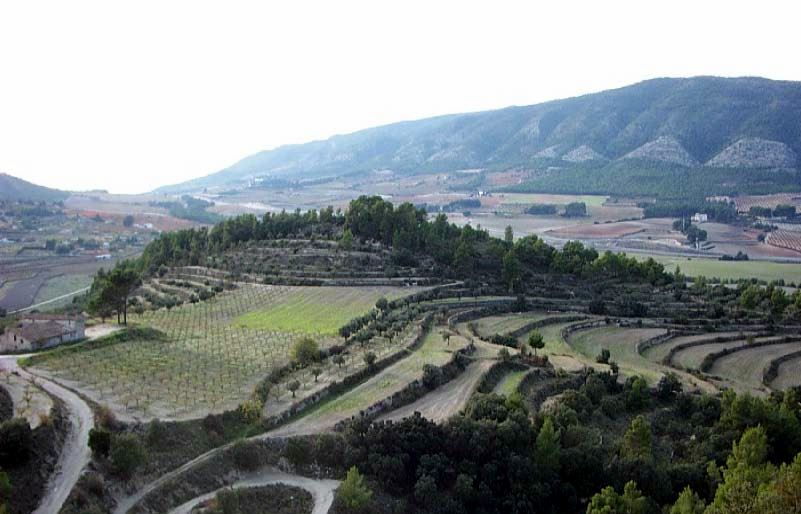
Vista desde los abrigos de La Sarga

El último estilo es el arte esquemático, una manifestación artística distribuida por toda la península y que está presente también en la Sarga entre el neolítico y la Edad de los Metales (del V al II milenio a. C.). Formalmente, se caracteriza por la simplicidad formal de las representaciones antropomórficas y zoomórficas que son reducidas a sus líneas básicas. También es característica la presencia de motivos nuevamente geométricos, que en este caso remeten a partes del cuerpo humano y son un tipo de ídolos.  
Las representaciones esquemáticas se distribuyen por diferentes puntos de los abrigos II y III. Además de las barras en distintas posiciones, que pueden pertenecer a motivos más complejos hoy desaparecidos, se han identificado diferentes tipos antropomorfos, un caprino, un ramiforme y otros ideogramas.

## La batalla del agua en La Sarga
Según una reciente investigación (Josep Lluís Santonja, director del Archivo Municipal de Alcoy, 2007); se ha descubierto que en el año 1595 hubo un conflicto entre los habitantes de Alcoy y los de Jijona por el uso del agua de La Sarga. Al parecer, los Descals eran los señores de La Sarga. Francesc De Scals construyó una acequia que suscitó la ira en Jijona.
La canalización del curso del agua que se usaba para el ganado, se realizó por intereses agrícolas. Este fue el origen del conflicto entre agricultores y ganaderos de la época, que movilizó a 100 personas de Jijona y 40 provenientes de Alcoy para disputarse el uso del agua. Aunque el conflicto no tuvo daños personales, los de Jijona arrasaron la canalización de agua y toda La Sarga.
Tal fue la situación, que fue necesaria la intervención del rey Felipe III, que acabaría decretando la paz hacia 1620 y cerrando el conflicto.